# Johannes Caselius

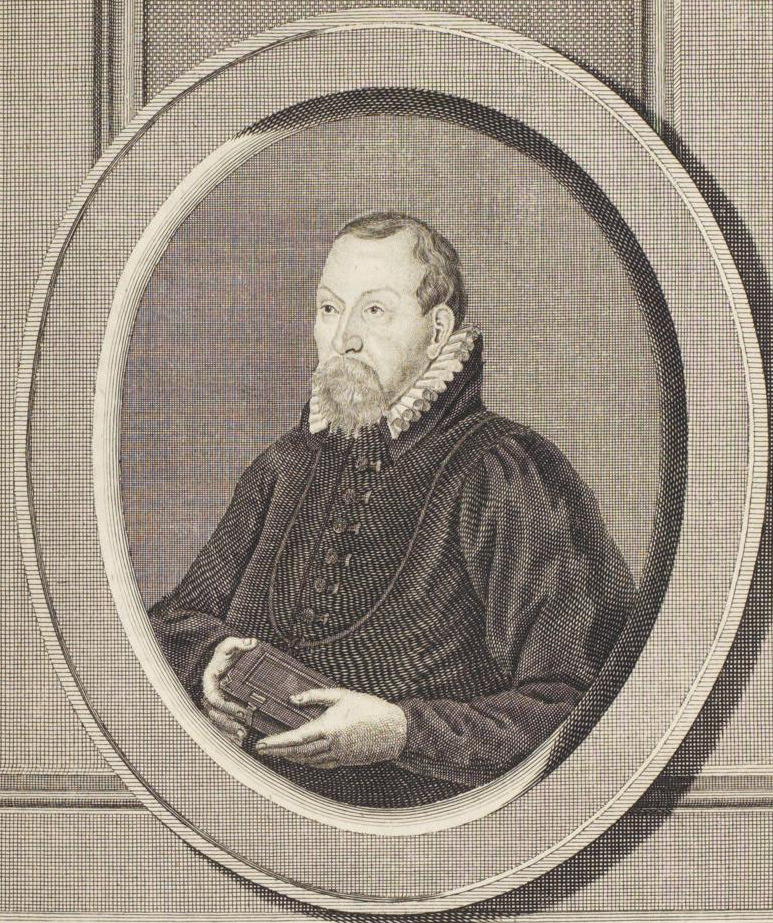
Johannes Caselius

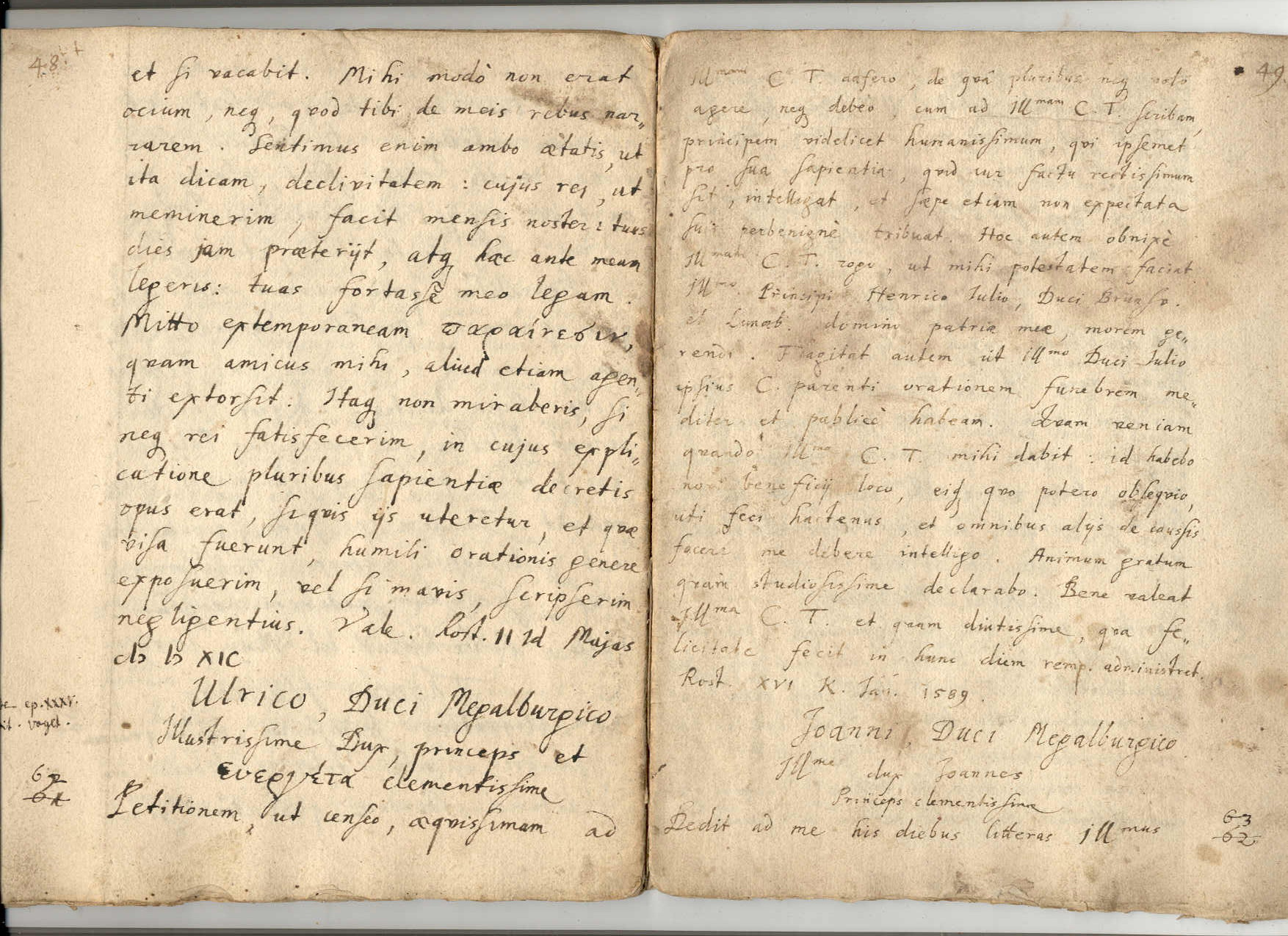
Brief von Caselius aus Rostock an Ulrich, Herzog von Mecklenburg in Schwerin, April/Mai 1589 (Abschrift 17. Jh.)

Johannes Caselius, auch Johannes Kessel, Johannes Chesselius, Ioannes Caselius, Johannes Bracht, Johannes Bractus (* 18. Mai 1533 in Göttingen; † 9. April 1613 in Helmstedt) war ein deutscher Humanist, Jurist und Philologe.

## Leben
Johannes Caselius war der Sohn des Superintendenten Matthias Bracht von Kessel. Nach dem Besuch der Schule in Gandersheim, Göttingen und Nordhausen studierte er ab 1551 an der Universität Wittenberg Leucorea bei Philipp Melanchthon und anschließend an der Universität Leipzig bei Joachim Camerarius dem Älteren.
Nach seinem Studium hielt er sich seit 1560 in Italien auf und wurde 1563 von Herzog Johann Albrecht I. von Mecklenburg als Professor der Beredsamkeit an die Universität Rostock berufen. Herzog Johann stellte ihm auch die finanziellen Mittel für Forschungsreisen nach Italien 1560–1563 und 1565–1568 zur Verfügung. 1566 wurde er an der Universität Pisa zum Doktor der Jurisprudenz promoviert.
Im Jahr 1589 wurde Caselius Professor an der Universität Helmstedt. Dort unterrichtete er Philosophie, Rhetorik und Ethik. Als Verteidiger der natürlichen Gotteserkenntnis und Vertreter humanistisch-philosophischer Studien hatte sich Caselius gemeinsam mit Cornelius Martini der Angriffe des Gnesiolutheraners Daniel Hofmann zu erwehren. Seinem Ruhm als ausgezeichneter Kenner antiker Literatur und Philologe hat dies nicht geschadet. Seine Bestrebungen des toleranten Protestantismus und der humanistischen Bildung führte sein bedeutendster Schüler Georg Calixt fort.
Durch seinen regen Briefwechsel übte Caselius als Ratgeber und Mentor einen bedeutenden Einfluss aus. Die Briefe wurden oft in Abschriften verbreitet und zum Teil auch schon früh veröffentlicht. Im 19. Jahrhundert ging man von mehreren tausend erhaltenen Briefen aus.

## Schriften
- Historia Nativitatis Domini Et redemptoris nostri Iesu Christi Græcis uersibus Ad Illvstrissimvm Principem Iohannem Albertum ducem Megalburgensem., Creutzer, Wittenberg 1552. (Digitalisat)
- In Natalem Salvatoris nostri unici Iesu Christi filii dei et Mariae virginis carmen. (Mit Tobias Heimiartus und Philipp Melanchthon) Schwenck, Wittenberg 1554.
- Eine Christliche Vermanung, von der Geburt vnsers Herrn vnd Heilands Jhesu Christi, geschrieben Zu ehren, Dem gesrengen, Erbaren, vnd Ehrenuhesten Christoffer von Steinberg. Krafft, Wittenberg 1556.
- Carminum Graecorum et Latinorum centuria prima. Nihtmann, Göttingen 1608. (Digitalisat)
- Oratio Dominica aliis atq[ue] aliis carminum generibus & Latine & Graece, qua fieri potuit diligentia, reddita : Adiecimus alia, illis non inferiora, profutura ad pietatem pueritiae, nec eadem ingrata futura adultioribus. Helmstedt 1610. (Digitalisat)
- Carmina gnomica graeca et latina, hrsg. Heinrich Hudemann. Lang, Hamburg 1624. (Digitalisat)
- Conrad Horne (Hrsg.): Operum pars I. Scripta eius politica complectens. Frankfurt 1633 (Digitalisat des Exemplars) aus der Sammlung von François-Joseph Terrasse Desbillons, dann Großherzogliche Gymnasiums-Bibliothek Mannheim, heute in der Universitätsbibliothek Mannheim
- Opus epistolicum exhibens Joannis Caselii epistolas ad principes nobiles, viros celebres, propinquos, cives ac familiares hrsg. Justus v. Dransfeld Fuhrmann, Frankfurt am Main 1687. (Digitalisat)
- Epistola de Jo. Caselii erga bonas literas meritis ejusque lucubrationum editione, hrsg. Jakob Burckhard. Wolfenbüttel 1707.
- Celeberrimi Viri Ioannis Caselii Ad Principes, Nobiles, Viros Celebres Propinqvos, Cives Ac Familiares Epistolae. Foerster, Hannover 1718. (Digitalisat)
- 36 Briefe (Rostock April u. Mai 1589). Hrsg. von Johannes Claussen. Schulprogramm, Altona 1900; S. 3 ff. (Digitalisat)
- 39 Briefe des Philologen Johannes Caselius geschrieben zu Rostock 1589 als Fortsetzung der im Jahresbericht von 1900 veröffentlichten 36 Briefe desselben Verfassers. Hrsg. von Johannes Claussen. Altona 1904, S. 3 ff. (Digitalisat)
- Jugendgedichte. In Auswahl und mit einer Einleitung, hrsg. v. Friedrich Koldewey, Progr. Braunschweig 1901
- Paränet. Gedichte. In Auswahl und mit Anmerkung, hrsg. v. Friedrich Koldewey. Braunschweig 1905
- Eine deutsche Predigt, hrsg. v. Friedrich Koldewey, in: ARG 1, 1903–04, S. 337